# Dendrobium xantholeucum
Dendrobium xantholeucum är en orkidéart som beskrevs av Heinrich Gustav Reichenbach. Dendrobium xantholeucum ingår i släktet Dendrobium och familjen orkidéer. Inga underarter finns listade i Catalogue of Life.

## Bildgalleri

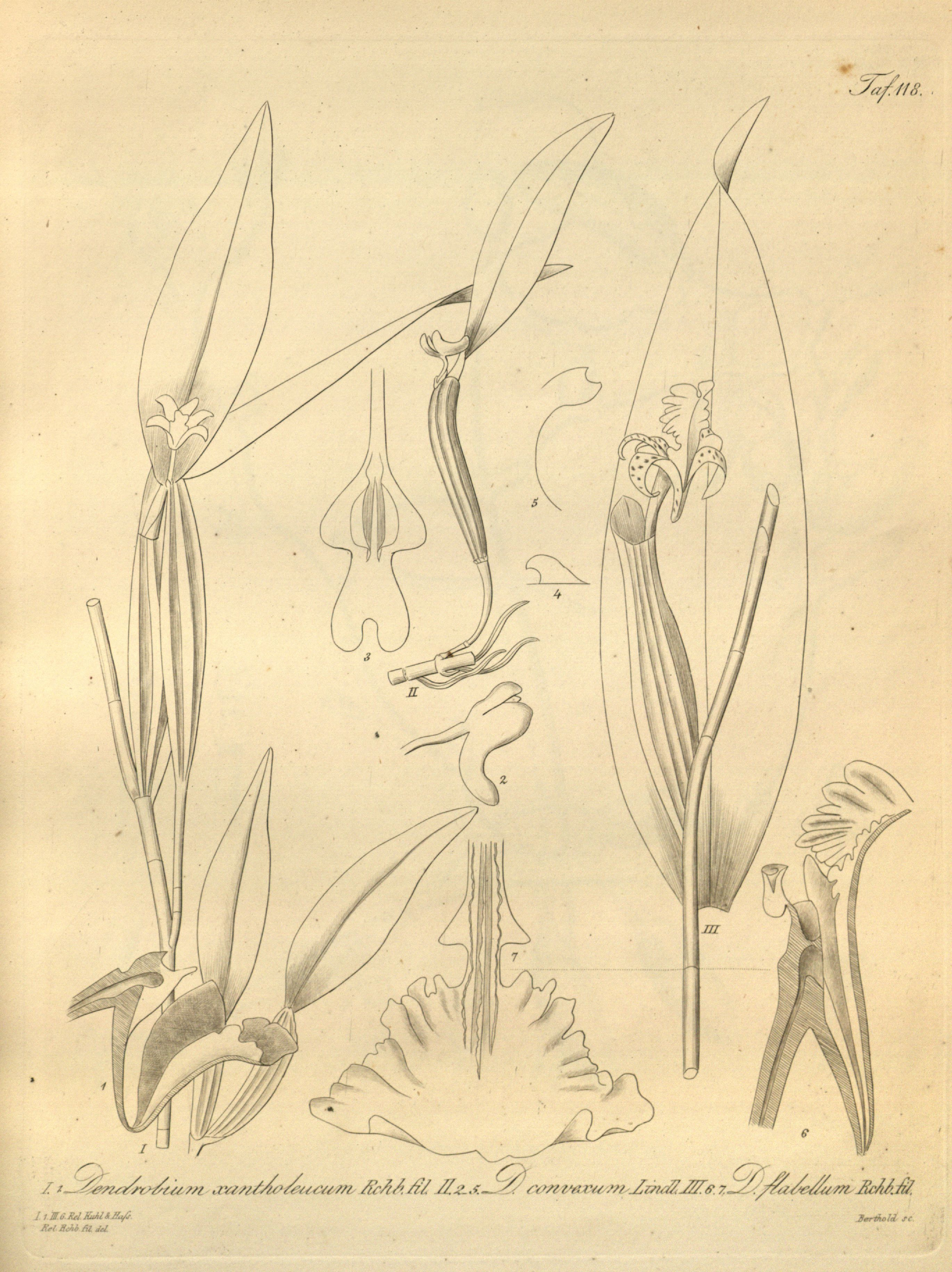